# Corpo Aereo Italiano
Corpo Aereo Italiano (obvykle zkracováno jako CAI, česky přibližně Italský letecký sbor) byl letecký expediční sbor vyslaný za druhé světové války italským Královským letectvem aby se účastnil bojů v konečném období bitvy o Británii po boku tehdejší německé Luftwaffe.

## Vznik a vyslání
Po vstupu Itálie do druhé světové války, a poté, co bitva o Francii skončila vítězstvím sil Osy, a Luftwaffe zahájila útoky na britské ostrovy, nabídl tehdejší italský diktátor Benito Mussolini, svému německému spojenci účast italských sil v boji proti Britským ostrovům. Jeho nabídka vyslání italských pozemních jednotek, které by se účastnily plánovaného vylodění v Británii nebyla přijata, ale s účastí italských leteckých sil vyslovil Adolf Hitler, po kratším váhání, svůj souhlas.

## Složení

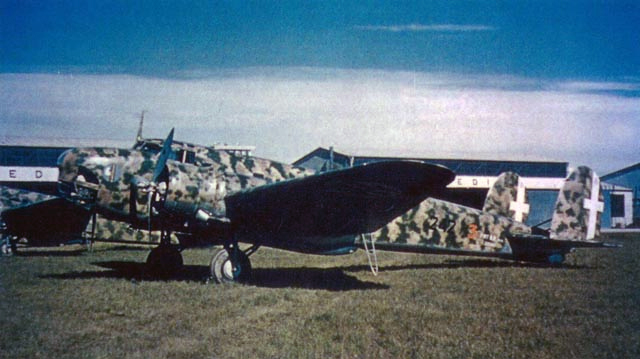
Fiat BR.20M MM22267 242^{a} Squadriglia na letišti. Tento letoun byl později jedním ze sestřelených 11. listopadu 1940.

Corpo Aereo Italiano oficiálně vznikl 10. září 1940 převážně z jednotek 1a Squadra aerea (1. letecké oblasti) dislokované na severu Itálie, a jeho velitelem byl ustanoven generale di squadra aerea Rino Corso Fougier.
Bombardovací složku sboru tvořily 13° a 43° Stormi Bombardamento Terrestre, vybavené celkem 75 bombardéry Fiat BR.20M Cicogna. 13° Stormo BT, jemuž velel colonello Carlo di Capoa, bylo tvořeno 11° (1a, 4a Squadriglie) a 43° Gruppi BT (3a, 5a Squadriglie). 43° Stormo BT, kterému velel colonello Ludo Questra, se skládalo z 98° (240a, 241a Squadriglie) a 99°Gruppi BT (242a a 243aSquadriglie).
Stíhací složku CAI tvořilo nově vzniklé 56° Stormo Caccia Terrestre pod velením colonello Umberto Chiesa - jeho 18° Gruppo CT (83a, 85a, 95a Squadriglie) bylo vybaveno 50 stíhacími letouny Fiat CR.42 Falco a 20° Gruppo CT (351a, 352a, 353a Squadriglie), původně podřízené 51° Stormo CT 3a Squadra Aerea, 48 letouny Fiat G.50bis Freccia.
Samostatná průzkumná letka 172a Squadriglia Ricognizione Strategica Terrestre, jíž velel capitano Carlo Pirelli-Cippo disponovala pěticí třímotorových letounů CANT Z.1007bis Alcione. Spojovací a jiné pomocné úkoly plnilo devět letounů Caproni Ca.164 a jeden Savoia Marchetti S.M.75.

## Nasazení

### Přesun jednotek
22. září 1940 byl zahájen přesun jednotek na letiště v Německem okupované Belgii, který byl, vzhledem k přerušení přesunu z důvodů špatného počasí, dokončen až k 22. říjnu. Přesun se neobešel beze ztrát, když při přeletu bombardovacích skupin muselo pro nepřízeň počasí celkem 17 Fiatů BR.20M nouzově přistát, přičemž v pěti případech utrpěly letouny takové poškození, že je bylo nutno zcela odepsat. Při nouzovém přistání na německém letišti Rhein-Main byl ztracen i jeden Fiat G.50bis.
V Belgii bylo 13° Stormo BT umístěno na letišti Melsbroek (krycí označení Dedalo), 43° Stormo BT a 172a Squadriglia RST v Chièvres (krycí název Icaro) , 18° Gruppo CT a velitelství 56° Stormo CT na základně Maldeghem a 20° Gruppo CT na letišti Ursel (Saturn).
Velitelství CAI sídlilo v Rhode-Saint-Genèse, vesnici mezi Bruselem a Waterloo.
Sbor jako celek po operační stránce podléhal německé Luftflotte 2, které velel polní maršál Albert Kesselring, a byla mu vymezena oblast ohraničená 53° s. š. a 01° v. d. coby prostor bojových operací.

### První operace

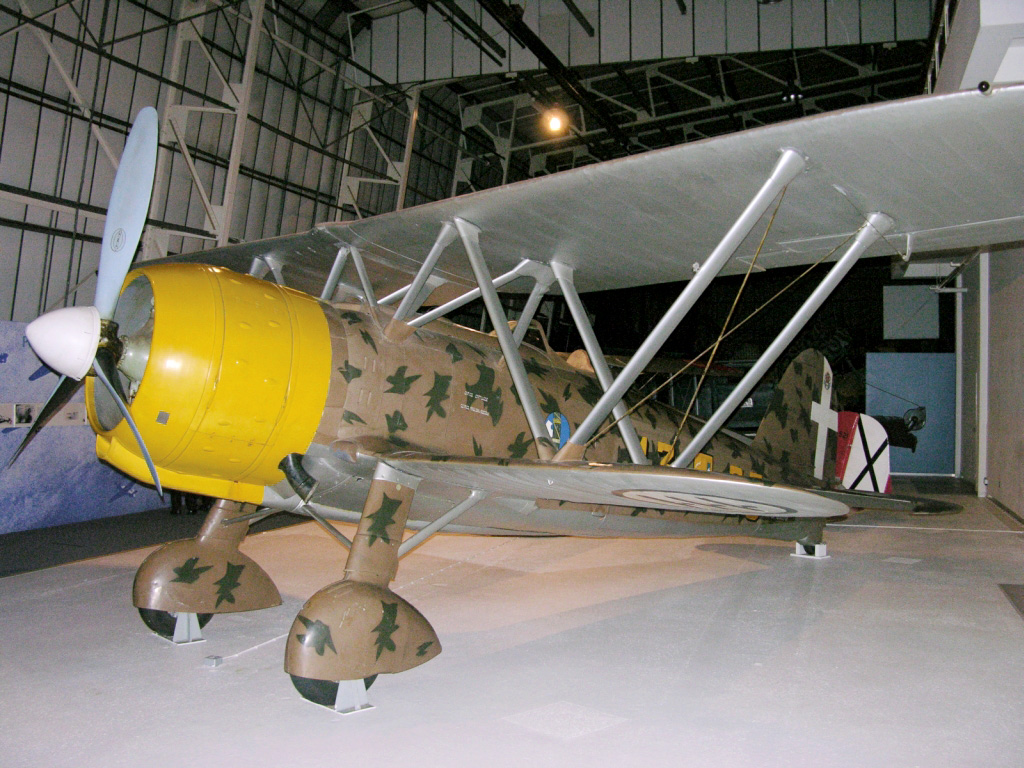
Fiat CR.42 (MM5701) 95^{a} Squadriglia pilotovaný sergente Pietrem Salvatorim je jedním z Fiatů ztracených nad Británií 11. 11. 1940. Nyní je exponátem v Royal Air Force Museum.

CAI zahájil své působení z belgického území 22. října cvičnými a seznamovacími lety, které měly letce seznámit s prostorem jejich budoucího působení, a atmosférickými podmínkami v něm panujícími. Při nich tato formace utrpěla další nebojové ztráty, když 24. října ztratila 3 Fiaty BR.20M při nehodách.
První bojovou operací pak byl nálet na Harwich podniknutý v noci z 24. na 25. října 18 bombardéry (1a, 3a a 5a Squadriglia), jehož účinek byl nepatrný, a při němž CAI ztratil další čtyři bombardéry (jeden z nich havaroval již při startu, jedno letadlo po návratu z akce nouzově přistálo v prostoru Lille, a dvě při návratu zbloudila a jejich posádky je opustily na padácích). Nálet nezpůsobil v Harwich žádné škody, a je možné, že italské bomby dopadly pouze do jeho okolí.
Další akcí CAI byl denní nálet na Ramsgate, podniknutý 29. října 15 bombardéry 43°Stormo BT, doprovázenými 39 Fiaty CR.42 a 34 Fiaty G.50, jakož i skupinou německých stíhaček Messerschmitt Bf 109. Tato operace proběhla úspěšně, neboť formace se ve vzduchu nestřetla s letouny Royal Air Force. Pět italských bombardérů bylo lehce poškozeno protiletadlovou palbou, jeden z nich musel nouzově přistát v blízkosti vesnice Kurne.
1. listopadu proběhly samostatné ofensivní operace stíhačů - 26 Fiatů G.50bis 20° Gruppo CT pátralo po letadlech RAF v oblasti Canterbury a Folkestone, kde narazilo pouze na silnou protiletadlovou palbu, zatímco 18° Gruppo CT vyslalo 39 Fiatů CR.42 do prostoru nad Ramsgate, Canterbury a Doverem také bezvýsledně.
V noci z 5. na 6. listopadu zopakovalo osm bombardérů 13° Stormo BT nálet na Harwich, tentokrát beze ztrát na italské straně, nicméně britské prameny opět nepotvrzují jakýkoli úspěch italských bombometčíků.
8. listopadu došlo k další ofensivní operaci 22 stíhačů 20° Gruppo CT mezi Dungeness, Folkestone, Canterbury a Margate, kteří po návratu ohlásili, že svedli boj se čtyřmi stíhači, aniž by nárokovali sestřel. V noci z 10. na 11. listopadu 5 Fiatů BR.20M 43° Stormo BT provedlo individuální útoky na cíle v oblasti Ramsgate.

### Operace Cinzano

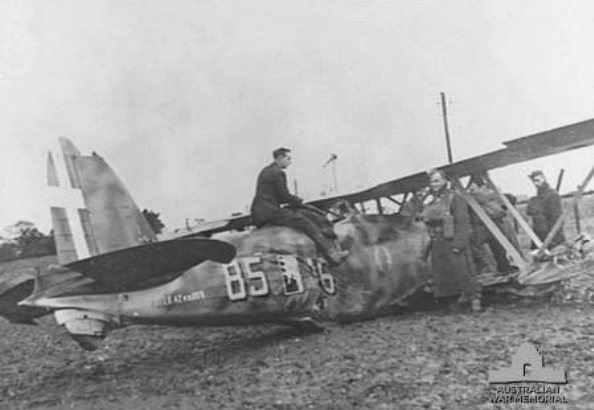
Fiat CR.42 (MM6976) 85^{a} Squadriglia po nouzovém přistání nedaleko Lowestoftu, 11. 11. 1940.

Největší akcí italských letců v období bitvy o Británii byl rozsáhlý denní nálet na Harwich 11. listopadu 1940, jehož krycí označení znělo "Operace Cinzano" (L'Operazione Cinzano) . Podle plánu mělo 5 CANT Z.1007bis, doprovázených 24 Fiaty G.50bis upoutat pozornost RAF předstíraným náletem na oblast Great Yarmouth, zatímco hlavní formace, složená z 10 Fiatů BR.20M 43°Stormo BT (po 5 kusech od 242a a 243a Squadriglie), doprovázených 40 Fiaty CR.42, měla bombardovat Harwich. Akce měla proběhnout v kooperaci s plánovanými útoky Luftwaffe na námořní cíle v ústí Temže.
Provedení plánu bylo již od počátku stíháno problémy, a vzhledem ke špatnému počasí vůbec nedošlo k setkání letounů CANT Z.1007bis capitana Ernesto Vassaly s jeho stíhací eskortou, takže klamný nálet byl proveden bez ní. Vzhledem k absenci reakce RAF však tato skupina neutrpěla žádné ztráty, mimo jednoho letounu který ztratil překryt kabiny a byl nucen nouzově přistát v Gentu.
Hlavní útočná skupina, vedená tenente colonellem Bernardem Ciccu byla zachycena britským radarem a byla proti ní navedeny stíhačky Hawker Hurricane 17., 46. a 257. peruti Royal Air Force. Výsledný boj skončil drtivou italskou porážkou, kdy stíhači RAF bez vlastní ztráty sestřelili po třech Fiatech CR.42 a BR.20M. Čtyři další Fiaty BR.20M byly donuceny nouzově přistát na evropském kontinentu, a totéž se týkalo 19 Fiatů CR.42, z nichž ale většina nebyla (díky své koncepci dvouplošníku s pevným podvozkem) přistáním mimo letištní plochu výrazněji poškozena.

### Pozdější akce

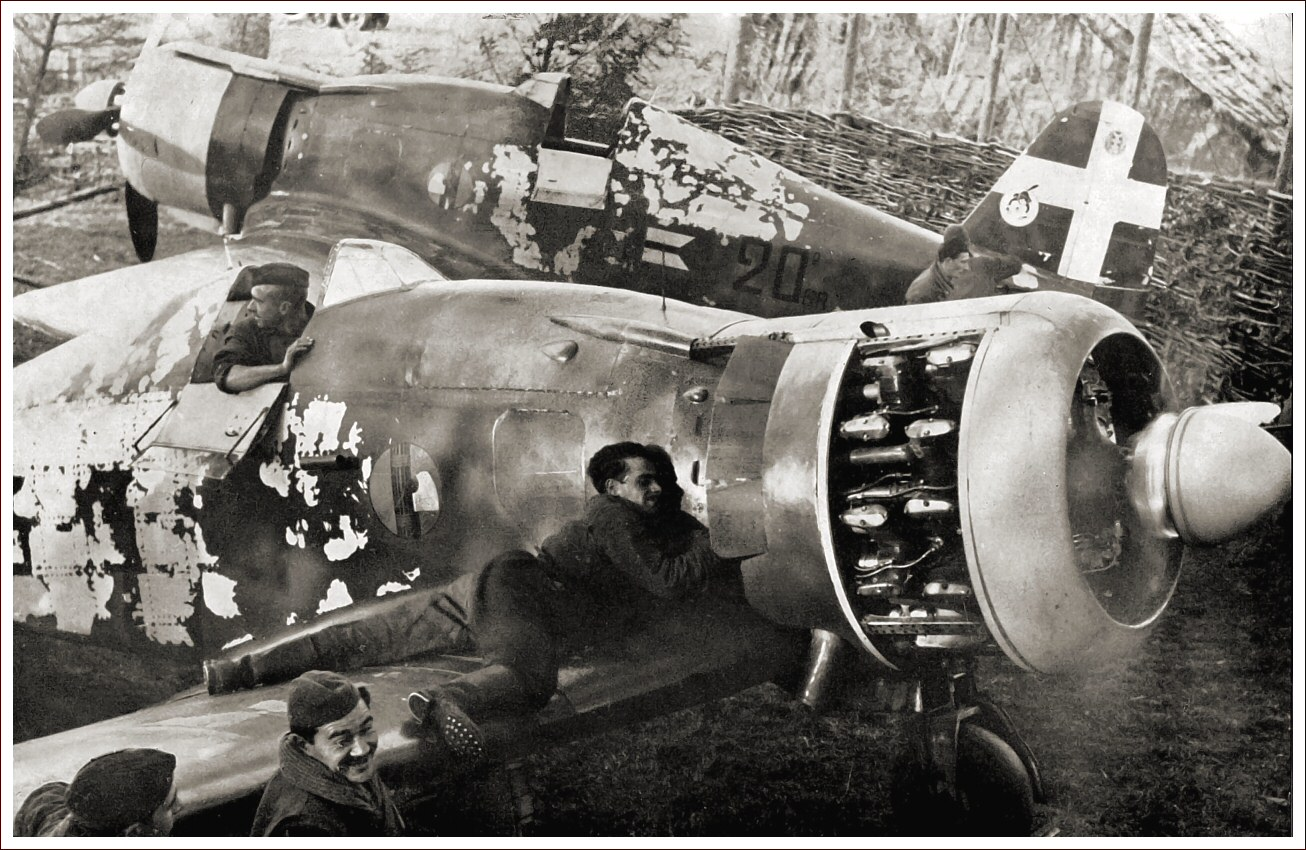
Stíhačky Fiat G.50 20° Gruppo CT při údržbě na letišti Ursel, konec roku 1940. V pozadí stroj velitel skupiny, maggiore M. Bonzana

Po neúspěchu z 11. listopadu přešel CAI k bezpečnějším nočním operacím, které proběhly například v noci ze 17. na 18. listopadu na Harwich (6 letadel 43° Stormo BT, beze ztrát), 21./22. listopadu Ipswich (12 letadel 13° Stormo BT, jedno sestřeleno nočním stíhačem), 22./23. listopadu, 25. listopadu a 4./5. prosince 1940 (12 letadel 13° Stormo BT), 27./28. listopadu Ipswich, v noci 14. a 21. prosince Harwich (6 letadel 13° a 43° Stormi BT), 23. prosince opět Harwich (6 letounů 43° Stormo BT).
23. listopadu také došlo k ofensivnímu výpadu 29 stíhačů 18° Gruppo CT, krytých 24 Fiaty G.50 20° Gruppo v prostoru Margate - Dungeness. Skupina Fiatů CR.42 však byla nedaleko Doveru zaskočena Spitfiry 603. peruti RAF. Boj skončil drtivou porážkou italských stíhačů, kteří ztratili dva Fiaty (další tři nouzově přistály na evropském kontinentu), beze ztrát na straně RAF. Bez kontaktu s protivníkem skončily další akce 25. a 28. listopadu. Akci 25. listopadu, na níž se v prostoru Eastchurch podílelo 20 Fiatů CR.42 zmařilo nepříznivé počasí, a ani 28. listopadu se při hlídce na trase Ashford - Maidstone - Dungeness 23 Fiatům G.50, 24 CR.42 a menšímu množství Bf 109 nepodařilo navázat kontakt s letadly RAF.
19. prosince došlo k jedinému odvetnému náletu RAF, kdy Bristol Blenheim 107. peruti RAF zaútočil čtyřmi 250lb bombami na letiště Ursel.
24. prosince se velitel 98° Gruppo BT maggiore Giovanni Tenti vydal se svým osobním letounem bombardovat Londýn, ale v nepříznivém počasí zbloudil a jeho posádka musela opustit letoun padáky v blízkosti Abbeville.

## Stažení jednotek
Jelikož bitva o Británii skončila německým neúspěchem, a Itálie potřebovala své letecké jednotky na jiných frontách, zejména ve Středomoří, kde koncem roku 1940 utrpěla Itálie vážné porážky v severní Africe, jakož i kvůli nepříznivé situaci v bojích s Řeckem, bylo rozhodnuto o stažení italských leteckých jednotek ze západní Evropy. Poslední ofensivní akcí Corpo Aereo Italiano většího rozsahu byl nálet 5 BR.20M na Ipswich v noci 2. ledna 1941. Dalším byl neúspěšný pokus 4 letadel o nálet na Harwich 7. ledna, odražený britskou protiletadlovou palbou, a konečně 21. ledna 1941 na Harwich zaútočil osamocený Fiat BR.20M. Posledními akcemi CAI se staly nálety na Ipswich 23. ledna a 7. února 1941. Na belgických základnách zůstaly pouze Fiaty G.50bis 20° Gruppo CT, které, až do 15. dubna 1941, kdy byly staženy zpět do Itálie, pokračovaly v hlídkových letech u pobřeží, aniž by se střetly s letouny protivníka. Během svého působení sbor provedl celkem 24 operací při nichž bylo svrženo 64 tun bomb, za cenu ztráty 22 bombardérů a 14 stíhacích letounů.

## Význam a vliv na průběh bitvy o Británii
Vzhledem k nízkým početním stavům, zastaralé technice a taktice italského letectva, jakož i tomu, že Corpo Aereo Italiano přišel na bojiště až v pozdní fázi bitvy o Británii, nepodařilo se italskému kontingentu výrazněji ovlivnit situaci v bitvě v prospěch Osy, přičemž za celkovou dobu svého působení ztratil Corpo Aereo Italiano přibližně 25% svých početních stavů.
Přítomnost italských letců v bitvě byla faktorem téměř bezvýznamným pro její průběh, a například ještě 4. listopadu nebylo reportérovi časopisu Time zcela jasné, zda se Itálie skutečně již účastní bitvy o Británii.
 Domácí fašistickou propagandou byla přesto účast italských sil všemožně zveličena, včetně publikace plakátů zobrazujících  „Londýn v plamenech po italském náletu“, ačkoliv italské letouny nikdy nad Londýn nepronikly.
Z působení CAI do obecného povědomí veřejnosti vstoupila za války pouze "operace Cinzano", a to jako markantní příklad neúspěchů fašistické Itálie ve vedení války.
Okolnost, že nejvýznamnější a nejznámější akce italského letectva proti Britským ostrovům, operace Cinzano, proběhla prakticky v téže době jako zdrcující útok na italské námořnictvo v Tarantu také podnítila britského ministerského předsedu Winstona S. Churchilla k štiplavé poznámce: „Byli by udělali lépe, kdyby své letouny využili k obraně vlastního loďstva, kotvícího v Tarantu.“